# Sciara philpotti
Sciara philpotti är en tvåvingeart som beskrevs av Tonnoir 1927. Sciara philpotti ingår i släktet Sciara och familjen sorgmyggor. Inga underarter finns listade i Catalogue of Life.